# Иван Стевић
Иван Стевић (Београд, 12. март 1980) је српски професионални бициклиста. Каријеру је почео у ОБК Београд, а тренутно вози за бициклистички тим Партизан. Стевић је вишеструки шампион Србије, а два пута је освајао и трку кроз Србију. Учествовао је четири пута на Олимпијским играма.

## Каријера

### Аматерска каријера
Стевић је почео аматерску каријеру 2001. године у италијанском тиму Аран, прве године је освојио друго место на националном првенству. Наредне године је освојио трку Трофеј Марио Занки, након чега је возио трку у Египту, где је забележио једно друго место на етапи. На трци кроз Србију, освојио је два друга места на етапама, а на националном првенству је завршио трећи. 2003. освојио је национално првенство, а 2004. је победио на три трке у Италији.

### Професионална каријера
Иван Стевић је почео професионално да се бави бициклизмом 2005. године, када је возио за тим Аероспејс Инжењеринг - ВГМ, пре него што се придружио Тојота-Јунајтед бициклистичком тиму (енгл. Toyota-United Pro Cycling Team) 2006. године. На тркама по Америци 2006. и 2007. године, седам пута је освојио прво место, а највећи успех је етапни тријумф на светској трци „Око Џорџије“. Представљао је Србију на олимпијским играма у Атини 2004, као и на олимпијским играма у Пекингу 2008. године, квалификујући се тако што је победио на светском „Б“ првенству у Јужној Африци, 1. јула 2007. године. 2008. године освојио је трку путевима Вуковог краја, а на Туру Мађарске освојио је друго место. У наредне две године тријумфовао је на неколико трка у Србији, а освојио је и Балканско првенство и етапу на трци око Бугарске. Иван Стевић је први Србин који је девет година после победе Александра Никачевића тријумфовао на трци „Кроз Србију”. На овој трци победио је као бициклиста београдског Партизан „Пауер мува“. 2012. освојио је етапу на трци у Сочију, а на Туру Кине је на три етапе завршио у првих 10. Стевић је 2012. учествовао трећи пут заредом на Олимпијским играма, освојивши 54 место у друмској вожњи.
2013. је освојио национално првенство, а затим по други пут трку око Србије. 2013. и 2014. је освојио Делта тур, трку у Србији, а на Туру Кине 2014. освојио је једну етапу. 2015. је остварио пет победа, национално првенство, Балканско првенство, трку кроз Чачак, велику награду Војводине и етапу на Туру Бугарске.
2016. освојио је друго место на етапи у Рију, а затим шесто на трци у Сомбору. Стевић је био једини српски бициклиста на Олимпијским играма у Рио де Женеиру, али није завршио трку.